# Фермер

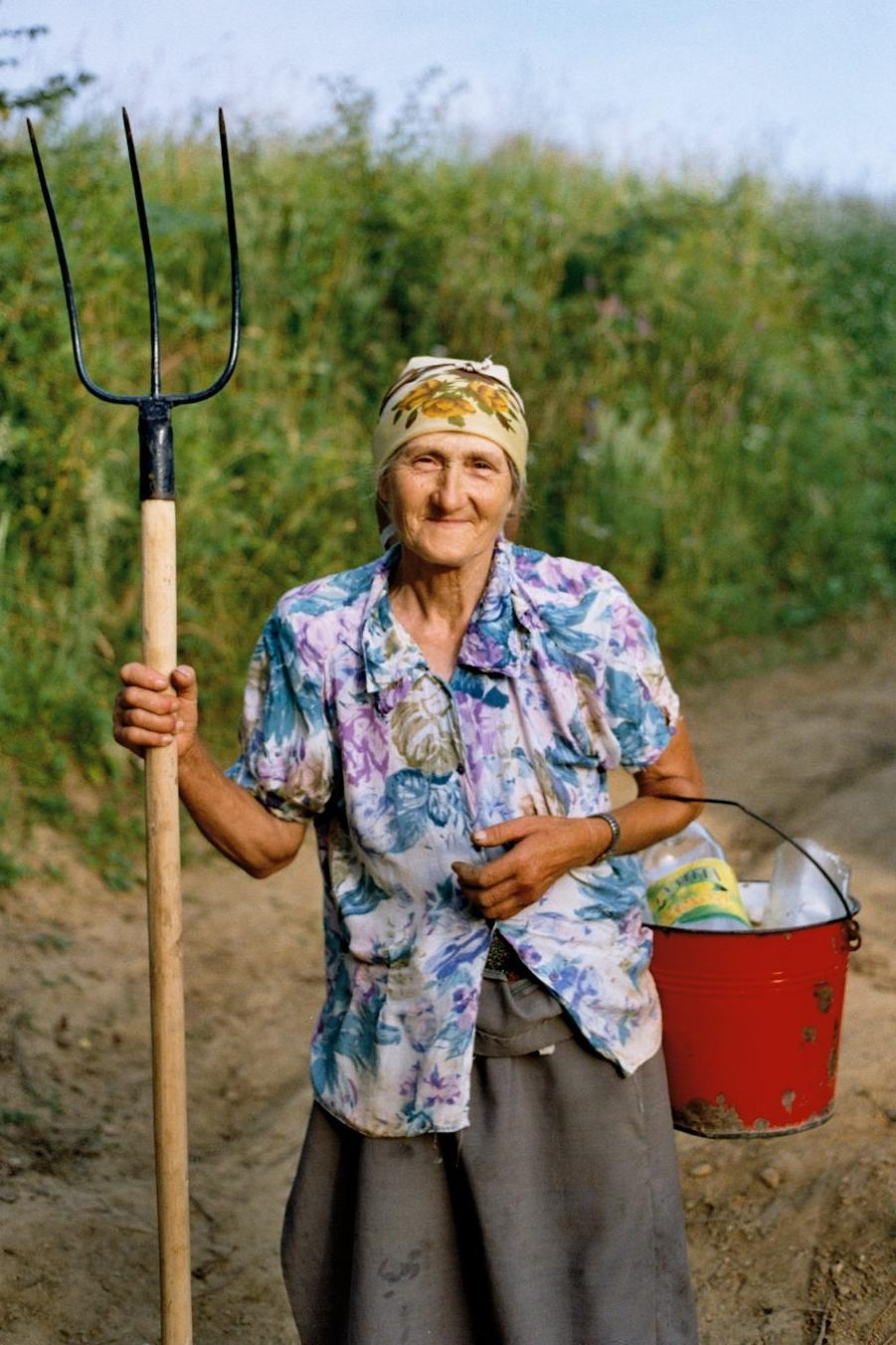

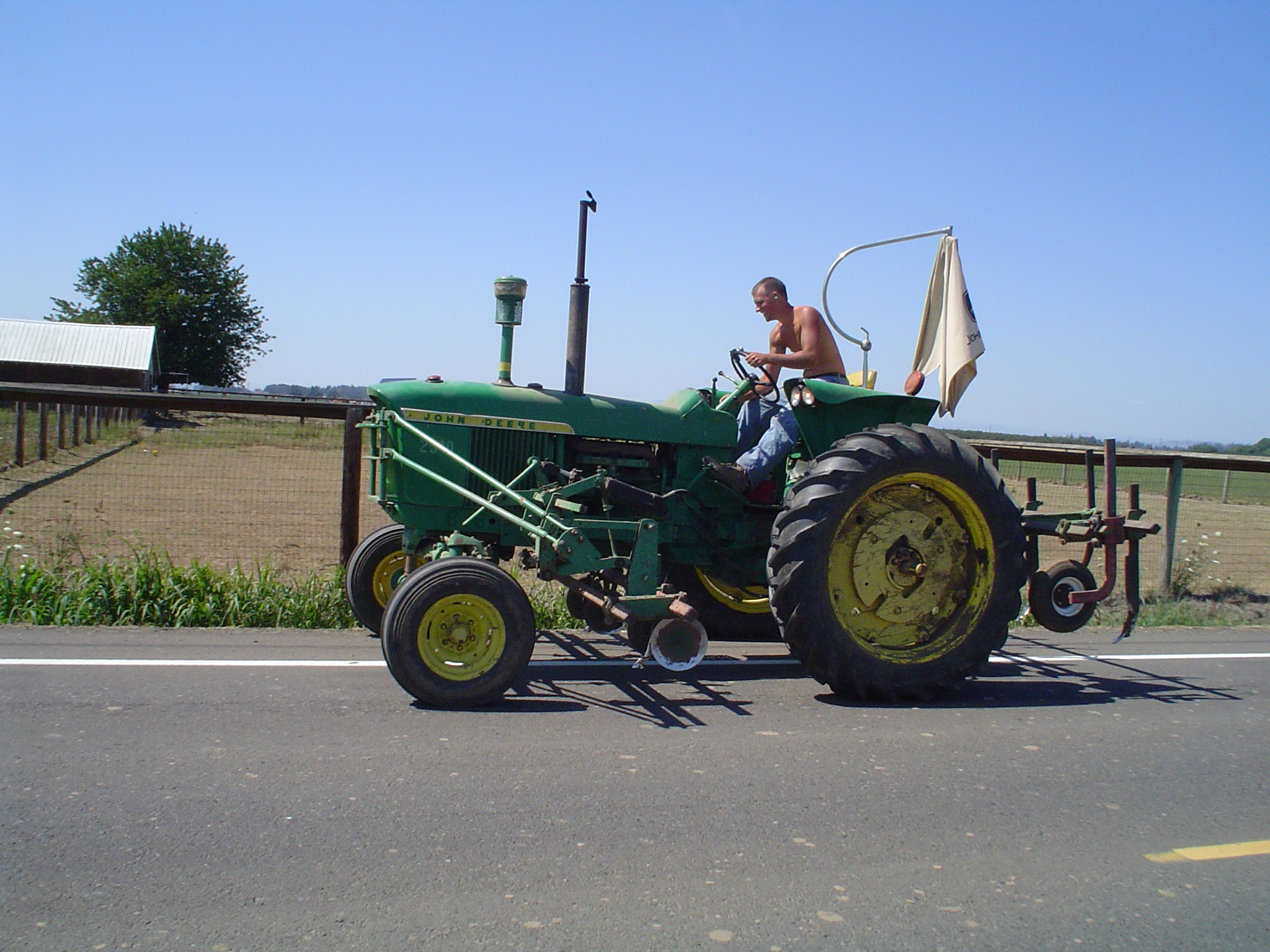
Фермер зі штату Орегон, США

Фе́рмери — категорія підприємців у сільському господарстві. Також — селянин, землероб, плугар, орач.
Фермери це власники чи орендарі земельних угідь, які ведуть своє господарство сім'єю та/або з використанням найманої робочої сили. Здійснюють виробництво, переробку і реалізацію сільськогосподарської продукції на основі використання майна, що знаходяться у них на праві оренди, довічного успадкованого володіння або у власності.
Фермерство є формою вільного підприємництва, здійснюваного на принципах економічної вигоди. Членами фермерського господарства вважаються працездатні члени сім'ї і інші громадяни, які спільно ведуть господарство. Головою є один з його дієздатних членів. Голова представляє інтереси господарства у відносинах з підприємствами, організаціями, громадянами і державними органами.
Діяльність фермерських господарств в Україні регулюється Законом України «Про фермерське господарство», прийнятим 19 червня 2003 року № 973-IV.
Також підпадає під регулювання Статтею 77-1 Кодексу України про адміністративні правопорушення щодо відповідальності за самовільне випалювання рослинності або її залишків.
За даними Управління Верховного комісара ООН у справах біженців, від початку російського вторгнення в Україну, від мін та інших вибухових пристроїв загинуло 128 українських фермерів.  